# 柏林 (紐約州)
柏林（英語：Berlin）是一個位於美國紐約州倫塞勒縣的鎮。

## 人口
根據2020年美國人口普查的數據，柏林的面積為155.18平方千米，當中陸地面積為154.35平方千米，而水域面積為0.83平方千米。當地共有人口1808人，而人口密度為每平方千米12人。